# Science-Fiction-Jahr 1866
Übersicht

◄◄ | ◄ | 1862 | 1863 | 1864 | 1865 | Science-Fiction-Jahr 1866 | 1867 | 1868 | 1869 | 1870 | ► | ►►

Weitere Ereignisse

## Neuerscheinungen Literatur
| Deutscher Titel                | Deutschsprachiges Erscheinungsjahr | Originaltitel                              | Autor       | Anmerkungen |
| ------------------------------ | ---------------------------------- | ------------------------------------------ | ----------- | ----------- |
| Abenteuer des Kapitän Hatteras | 1875                               | Voyages et aventures du capitaine Hatteras | Jules Verne |             |

## Geboren
- Diedrich Bischoff († 1946)
- Hans Daub (Pseudonym von Valerie Hodann)
- Rudolf Heinrich Greinz († 1942)
- Valerie Hodann (Pseudonym Hans Daub)
- Oskar Hoffmann († 1928)
- Paul Lincke († 1946)
- Friedrich Wilhelm Mader († 1945)
- Walther Nithack-Stahn († 1942)
- Wilhelm Poeck († 1933)
- H. G. Wells († 1946)